# Hydropsyche isolata
Hydropsyche isolata är en nattsländeart som beskrevs av Banks 1931. Hydropsyche isolata ingår i släktet Hydropsyche och familjen ryssjenattsländor. Inga underarter finns listade i Catalogue of Life.